# Hrabstwo Jones (Teksas)

Piramida wieku hrabstwa

Hrabstwo Jones – hrabstwo położone w USA, w stanie Teksas, z siedzibą w Anson. Utworzone w 1881 r. Według danych szacunkowych z 2024 liczy 20,8 tys. mieszkańców, w tym zaledwie 36,2% stanowiły kobiety. Należy do obszaru metropolitalnego Abilene.

## Sąsiednie hrabstwa
- Hrabstwo Haskell (północ)
- Hrabstwo Shackelford (wschód)
- Hrabstwo Callahan (południowy wschód)
- Hrabstwo Taylor (południe)
- Hrabstwo Fisher (zachód)
- Hrabstwo Stonewall (północny zachód)

## Miasta i miejscowości
- Abilene (częściowo)
- Anson
- Hamlin (częściowo)
- Hawley
- Lueders
- Stamford (częściowo)

## Gospodarka
Gospodarka Hrabstwa Jones opiera się głównie na rolnictwie i hodowli zwierząt. Ponad 50% gruntów hrabstwa to wysokiej jakości ziemie uprawne, co sprzyja intensywnej produkcji. Kluczowymi uprawami są pszenica i bawełna. W ostatnich latach coraz większego znaczenia nabiera sezam, ceniony za swoją odporność na suszę i wysoką temperaturę, stanowiąc stabilną alternatywę w płodozmianie. Hrabstwo Jones jest również znaczącym ośrodkiem hodowli bydła, a także drobiu, koni i owiec. Poza rolnictwem, lokalna gospodarka czerpie dochody z wydobycia ropy naftowej, a także z usług i handlu detalicznego.
56% areału gospodarstw zajmują uprawy, 40% pastwiska i zaledwie 2,5% to obszary leśne. 

## Demografia
Struktura rasowa i etniczna hrabstwa przedstawia się następująco:
- biali nielatynoscy – 56,3% (głównie pochodzenia niemieckiego – 12,1%, angielskiego – 11,8%, irlandzkiego – 7,9% i „amerykańskiego” – 6,4%)
- Latynosi – 28,4% (głównie Meksykanie – 24,7%)
- czarni lub Afroamerykanie – 10,5%
- rasy mieszanej – 13,6%
- rdzenni Amerykanie – 0,6%
- Azjaci – 0,5%.

## Religia
Ogólna struktura religijna hrabstwa jest typowa dla południowych stanów USA, gdzie ewangelikalizm i konserwatywny protestantyzm odgrywa kluczową rolę w życiu społecznym i kulturalnym. W Hrabstwie Jones obecna jest znacząca społeczność katolików, którzy w 2020 roku stanowili 8,8% populacji.

## Drogi główne
- U.S. Highway 83
- U.S. Highway 180
- U.S. Highway 277
- State Highway 6
- State Highway 92